# Ситалл (футбольный клуб)
Ситалл — советский футбольный клуб из Константиновки. Основан в 1935 году. С 1967 года по 1969 год играл в классе «Б», далее упоминается в турнирах КФК.

## Названия
- 1935—1967 — «Автостекло»;
- 1967— — «Ситалл»;

## Достижения
- Во второй лиге — 9 место (в зональном турнире УССР класса «Б» 1968 год).
- В Кубке СССР — 1/32 финала (1936).